# 电机控制器
电机控制器是一个设备或设备组，以事先定義的方式来控制电动机的性能。电机控制器可以用手工或自動的方式啟動电机或停止电机，設定馬達正轉或反轉，設定及調整轉速，調整或限制馬達力矩，保護馬達免於過載或故障。

## 应用
每個馬達都會有對應的控制器，控制器的特性及複雜度會隨依馬達需要呈現的性能而不同。
最簡單的控制器是連接馬達及電源的開關，例如小的家電或動力工具等。開關可以以人工方式操作，或是用連接到一些感測器的繼電器或接觸器來自動啟動或停止馬達。開關可以有不同的選擇位置，讓馬達以不同的方式連接到電源，可能包括減低馬達啟動時的電壓，反轉運轉，或是選擇不同的速度。小型的控制器可能會省略過載及過流等保護裝置，此時就靠外在的過流保護線路來避免電流過大，小馬達有些有內建的過載保護，在過載時自動開路避免過載。較大的馬達會有在控制器中加入過載繼電器或溫度感測的繼電器，以及保險絲或斷路器避免過電流。自動的馬達控制器也可能包括極限開關或其他設備以保護機械。
更複雜的馬達控制器可以精確的控制馬達的速度及轉矩，也可能是機械控制位置的閉迴路控制系統中的一部份。例如數控車床需要依事先設定的曲線精確的控制刀具的位置，而且要依負載及外界力量來加以補償，以維持刀具在既定的位置上。

## 类型
馬達控制器可以由人工操作，也可以是遙控或是自動操作，可以只包括啟動及停止馬達的功能，也可以包括其他較複雜的功能。
馬達控制器可以用配合馬達的型式來分類，例如驅動永磁同步馬達、伺服馬達、串激或分激直流馬達，或是交流馬達。
馬達控制器會連接到電源，可能是電池或是市電，也會有一些可以輸入或輸出（數位或類比）訊號的電路。

### 电机起动器
小馬達可以用開關或斷路器接到電源來啟動，大馬達需要配合特殊的切換單元，稱為馬達啟動器或馬達接觸器。當啟動時，在线直接起动（direct on line，簡稱DOL）的啟動器會直接將馬達接到電源。降壓啟動器、Y-Δ切換啟動器或軟啟動器會藉由降電壓的電路將電源接到馬達，之後電壓會逐漸上昇或分段上昇。較小功率的馬達啟動器是一個人工操作的開關，較大的馬達或是需要遙控或是自動控制的應用，一般會使用磁性接觸器。中壓電源（約數千伏特）會用斷路器作為開關元件。
在线直接起动（direct on line，簡稱DOL）的馬達啟動器會將線電壓全部加到馬達端，這是最簡單的馬達啟動器。在线直接起动的啟動器也可以包括保護元件。小功率的在线直接起动啟動器是用人工操作的，大功率的啟動器會用機電的接觸器（繼電器）來切換馬達電路，也有使用固態電子的在线直接起动啟動器。
若馬達啟動的高突入電流不會造成電源的過多電壓下降，此時就會使用在线直接起动的啟動器。啟動器可以配合的最大馬達功率也會受限於電源的能力。例如一些農村的電力設備可能會要求大於10kw的馬達使用減壓的馬達啟動器。
有時會用在线直接起动來啟動小型的水泵、壓縮機、風扇及輸送帶。像是鼠笼式电动机，馬達若用在线直接起动，加速在全速之前會有高啟動電流，約為滿載額定電流的6至7倍。為了減小突入電流，大馬達會用減速式馬達啟動器或是調速驅動器來減小啟動時電源的電壓下降。
可反向的馬達啟動器可以讓馬達正轉或是反轉。這類啟動器會包括二組在线直接起动的電路，分別針對正轉及反轉，並有機械或電氣上的互鎖，避免二個電路同時動作。三相馬達可以對調二相來達到反轉，單相的交流馬達或直流馬達需要其他的設備來達到反轉。

### 降压起动器
可以用二個或是多個接觸器，在馬達啟動時提供較低的電壓。使用自耦變壓器或串聯電感，可以在馬達啟動時在端子輸入較低的電壓，減小啟動轉矩及突入電流，在馬達的速度到達額定轉速的一定比例時，起动器自動將馬達端子切換到正常電壓輸入。因為自耦變壓器及串聯電感只在啟動時有重壓的啟動電流流過，時間可能只有幾秒，因此其額定會比相同電流，連續使用下的額定要小。較低的電壓到正常電壓的切換可以用時間計時來切換，或是配合電流感測器，當電流開始下降時進行切換。Korndörfer自耦变压器起动器已在1908年申請專利。

### 调速驱动器
调速驱动器（adjustable-speed drive，簡稱ASD）或是變速驱动器 (variable-speed drive，簡稱VSD) 是一個可以調整機械負載工作速度的設備組。调速驱动器包括一個馬達、速度控制器或功率轉換器，再加上輔助的設備或是儀器。不過一般而言，驅動器（drive）只會用來指控制器。許多新型的调速驱动器也可以進行馬達緩起動。

### 智能控制器
智能控制器利用微處理器來控制馬達控制中用到的功率元件，也可以監控馬達的負載，將馬達的轉矩和負載相配合，其作法是降低給馬達的交流電電壓，同時降低電流及無效功率，因此若馬達長時間運作在輕載條件下，上述方式可以量測對能源效率的改善程度，此時產生的熱、噪音及振動也隨之降低。

## 過載保護器
啟動器會包括保護馬達的裝置，至少會包括一個熱過載繼電器。熱過載繼電器的設計原理是當馬達的電流過大，且時間超過設定時間，繼電器就將馬達的電源切斷。過載繼電器有一個常閉式接點，會因為過大電流過時產生的熱而變成開路，熱過載繼電器有一個小型的加熱元件，當電流上昇時其溫度也會對應上昇。
熱過載保護器可分為二種：一種是双金属片保護器，放在發熱元件的附近，當溫度昇高時，保護器會彎曲，最後保護器會跳脫，使電路開路，以避免馬達過載。熱過載保護器在短時間的大起動電流下不會跳脫，但若運轉中持續的有大電流，熱過載保護器會精準的動作以保護馬達。加熱線圈及双金属片的動作都有時間延遲，因此可以承受正常馬達啟動時的大電流，不會跳脫。熱過載保護器可以手動復歸或是自動復歸，依其應用而定，而且可以精準的設定要跳脫的電流。
另一種熱過載保護器是利用類似焊錫的共晶合金，再配合一個有彈簧的接點。若加熱元件流過的電流太大，而持續的時間太長，合金會熔化，彈簧將接點彈開，使接點斷路，切斷馬達的電源。共晶熱過載保護器無法任意調整，需配合馬達額定電流去調整加熱器和熱過載保護器之間的距離。
有些過載保護器是電子數位型的，其中包括微處理器，像高價的馬達可能會使用這類的過載保護器。這種過載保護器監控馬達的電流，並對馬達繞組的溫昇建模，也可能包括量測及通訊機能。

## 電壓喪失保護
使用磁性接觸器的啟動器一般會由提供馬達的電源再提供一組電源接觸器的線圈使用。線圈有一組輔助接點，在送到啟動命令後仍然繼續使線圈激磁，使接點繼續閉合。若出現電源斷電的情形，接觸器會斷開，等到下一次收到啟動命令後才會閉合，以避免馬達在電源故障後自行啟動。這也可以針對低電壓及欠相進行小幅度的保護，不過只要線圈的電壓在正常電壓的80%以上，接觸器線圈就可以使接點閉合，因此不適合用此裝置作為低電壓保護的主要設備。

## 伺服控制器
伺服控制器包括了許多的馬達控制，常見的特性有：
- 精確的閉迴路位置控制
- 快速的加速時間
- 精準速度控制的伺服馬達可以由其他種類的馬達製作而成，最常見的有：
  - 直流有刷馬達
  - 直流無刷馬達
  - 交流伺服馬達

伺服控制器會利用位置回授進行閉迴路的控制，一般常用旋轉編碼器、解角器及霍尔效应传感器來直接量測轉子的位置。
其他的回授方式像量測未激磁的線圈的反電動勢來偵測轉子位置，或是偵測當線圈電源突然關閉時產生的突波電壓，這些稱為無感測器（sensorless）的控制方式。
伺服馬達可以用脈衝寬度調變（PWM）的方式進行控制，脈波維持的時間（約為1-2ms之間）即為馬達定位的時間，另一種控制方式則是用脈波及方向。

## 步進馬達
步進馬達是一種同步，不需電刷，高極數且多相的馬達，一般是用開環控制處理（但也有例外），也就會假設轉子位置會跟隨旋轉磁場的位置，因此步進馬達精準的定位會比用閉迴路控制的要簡單。
現在的步進馬達控制器驅動馬達的電壓會比馬達額定電壓大很多，且會用斩波的方式限制電流。常見的作法是有一個位置控制器送出位置及方向的脈波訊號給另一個較高電壓的電路，此電路負責換相及限制電流。